# Diaporthe angelicae
Diaporthe angelicae är en svampart som först beskrevs av Miles Joseph Berkeley, och fick sitt nu gällande namn av D.F. Farr & Castl. 2003. Diaporthe angelicae ingår i släktet Diaporthe och familjen Diaporthaceae.  Arten är reproducerande i Sverige. Inga underarter finns listade i Catalogue of Life.